# Jayden Higgins
Jayden William Higgins (Contea di Cobb, 15 dicembre 2002) è un giocatore di football americano statunitense che milita nel ruolo di wide receiver per gli Houston Texans della National Football League (NFL).

## Carriera universitaria
Higgins per due stagioni con gli Eastern Kentucky Colonels, facendo registrare 87 ricezioni per 1.151 yard e 13 touchdown. Dopo la stagione 2022 optò per trasferirsi all'Università statale dell'Iowa. Nella prima stagione con i Cyclones partì come titolare in 12 gare su 13, totalizzando 53 ricezioni per 983 yard e 6 touchdown. Nel Liberty Bowl 2023 stabilì un record dell'istituto con 214 yard ricevute. Nel 2024 fu inserito nella seconda formazione ideale della Big 12 Conference.

## Carriera professionistica

### Houston Texans
Higgins fu scelto nel corso del secondo giro (34º assoluto) del Draft NFL 2025 dagli Houston Texans.